# Café Grundmann

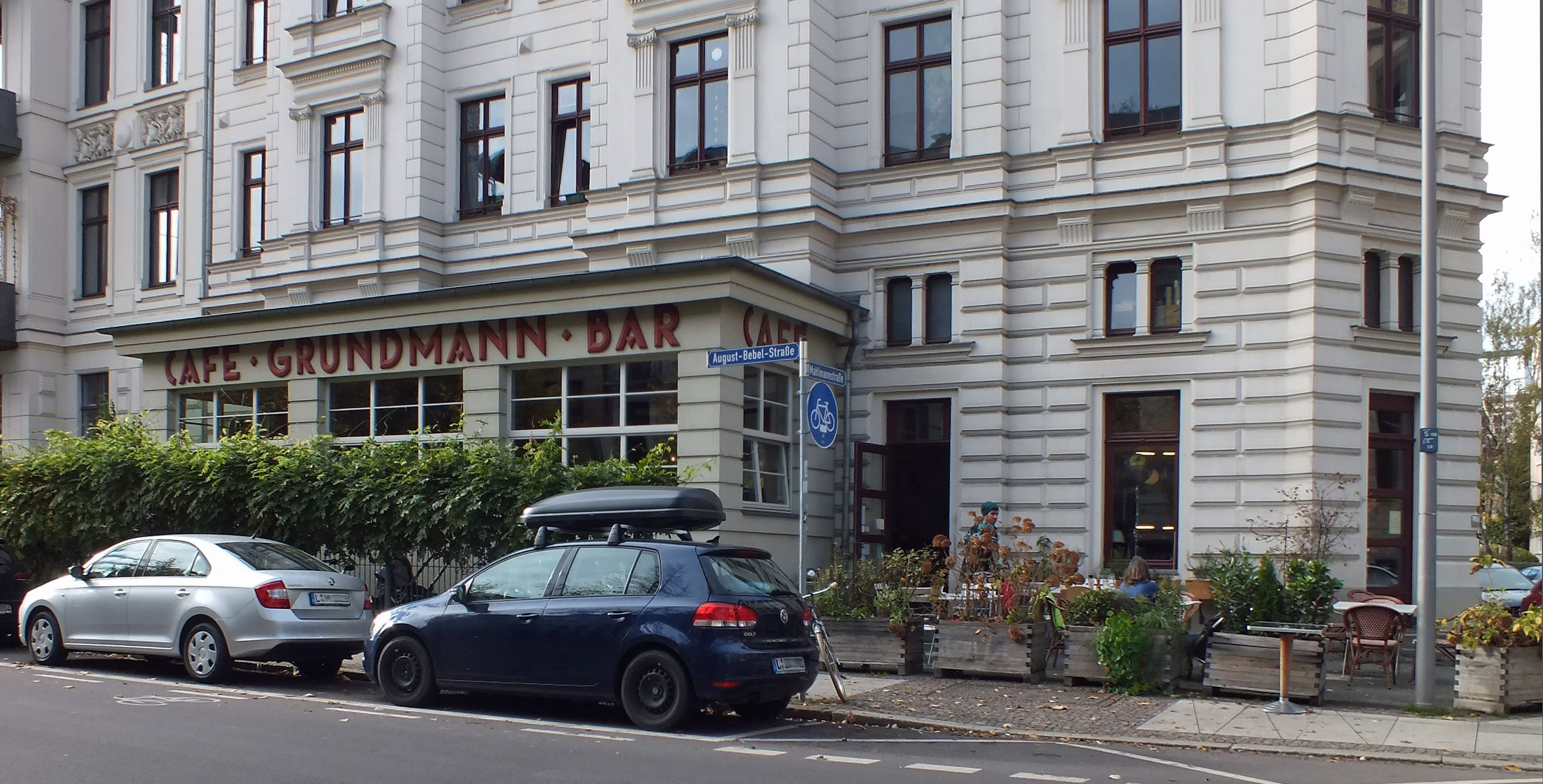
Café Grundmann (2018)

Das Café Grundmann ist ein seit über 100 Jahren unter wechselnden Namen betriebenes Kaffeehaus in der Leipziger Südvorstadt. Das Haus und die originale Art-déco-Einrichtung des Cafés stehen unter Denkmalschutz.

## Lage und Beschreibung
Das Café befindet sich im Erdgeschoss des 1880 errichteten Wohnhauses Mahlmannstraße 16, dem Eckhaus zur August-Bebel-Straße. Das Café erstreckt sich längs der August-Bebel-Straße. Einen Teil der Hausfront nimmt eine zum Café gehörige Veranda hinter einem schmalen Vorgarten ein. Der Bereich neben der Veranda dient als Freisitz.

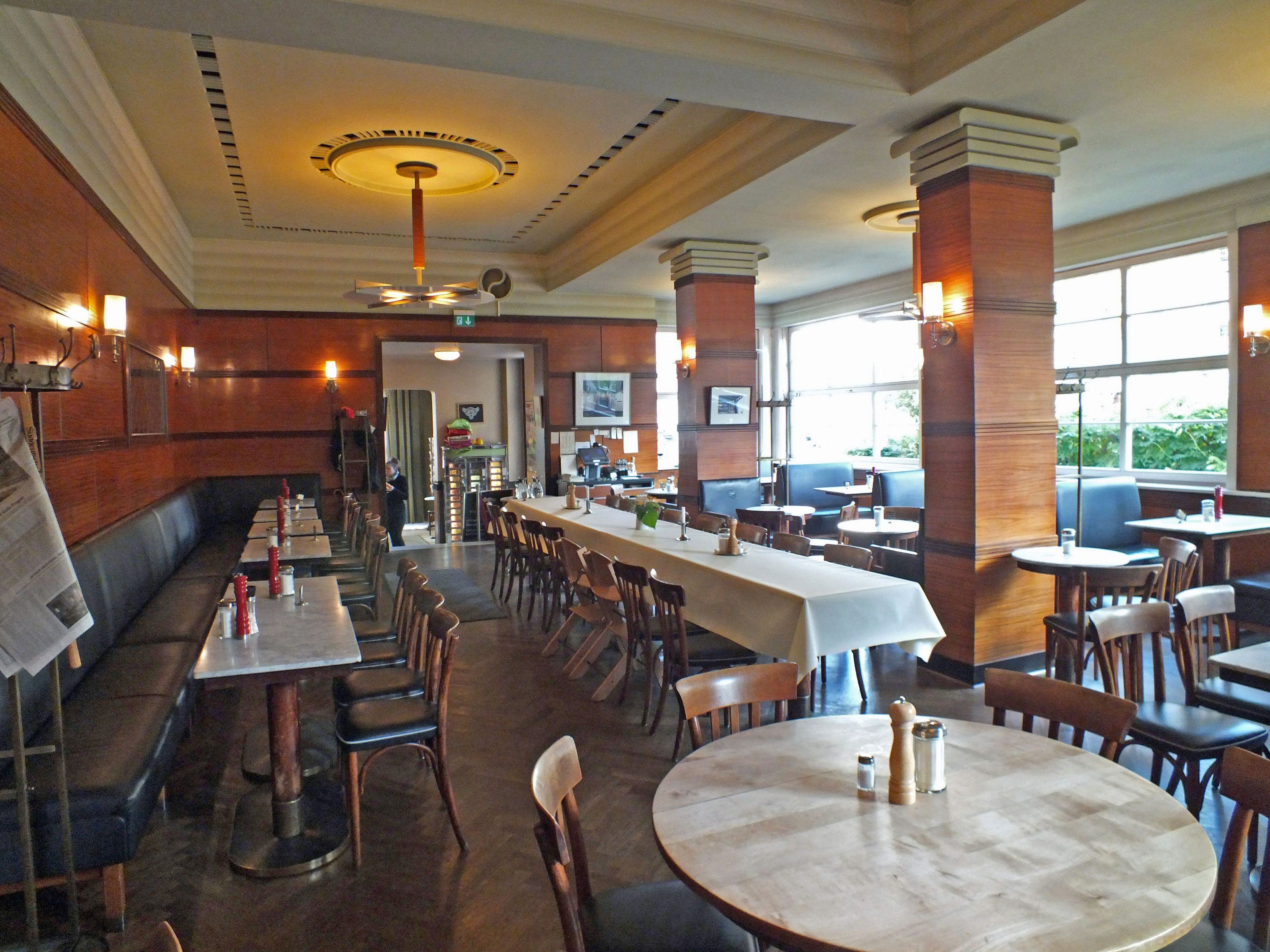
Im Café Grundmann (2018)

An der Theke vorbei erreicht man über einige Stufen den holzgetäfelten Gastraum. Säulen- und Deckengestaltung, Thonet-Stühle an Marmortischen, Wand- und Deckenlampen sowie Garderobenständer vermitteln den Stil des Art déco. Das Café Grundmann gilt als eines der wenigen komplett im Art-déco-Stil erhaltenen Kaffeehäuser im deutschen Sprachraum. Ein Séparée und eine Bar komplettieren das Raumangebot.
Im Café Grundmann finden auch kulturelle Veranstaltungen statt. So ist das Café regelmäßiger Auftrittsort des Hot Club d’Allemagne, einer Band, die das Erbe Django Reinhardts und Stéphane Grappellis lebendig hält. Während der Leipziger Buchmessen ist das Grundmann ein Leseort des Lesefestivals Leipzig liest. Zahlreiche Stammtische versammeln sich hier.

## Geschichte
Das Café Grundmann entstand 1919 durch Konditormeister Wenzel als Café Wenzel. Sein Standort entsprach etwa der Stelle des ehemaligen Gutes Brandvorwerk, das im 18. und bis in die zweite Hälfte des 19. Jahrhunderts wegen seiner beliebten Ausflugslokale bekannt war. Die folgenden, jeweils namensgebenden Wirte, alle Konditormeister, hießen Sitz (1926–1930), Lutze (1931–1958), Schröer (1959–1978), Günther (1978–1992) und Grundmann (seit 2000).

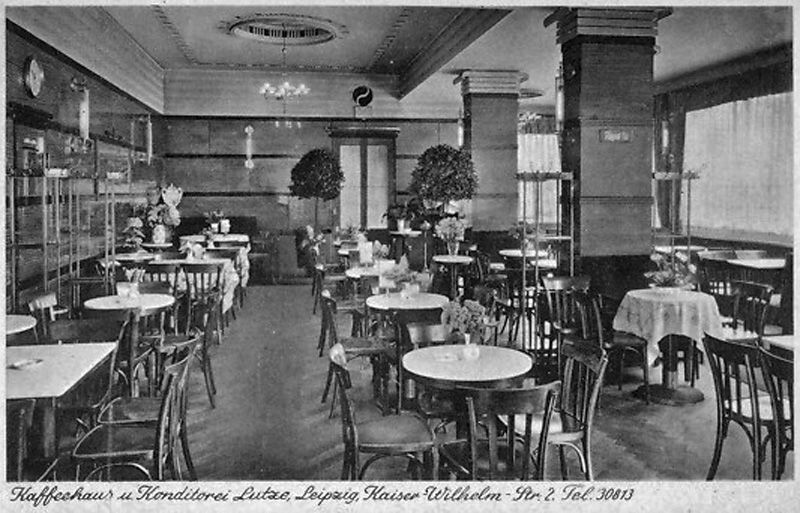
Gastraum des Café Lutze um 1940
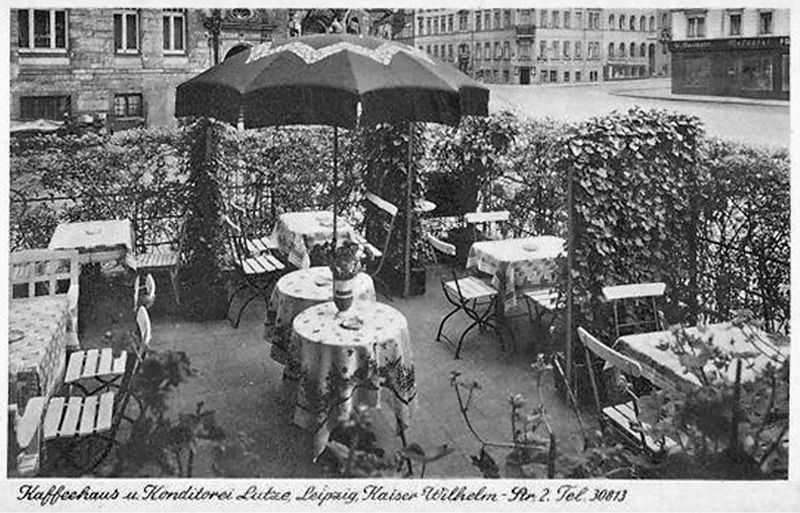
Der Freisitz zur gleichen Zeit

Auf A. Sitz geht die Veranda zurück, die 1927 angebaut wurde. 1930 entstand die bis heute erhaltene Art-déco-Einrichtung.
Während der Zeit der DDR war das Café wegen seiner Jazzabende gern besucht. Chansonveranstaltungen waren wegen des Auftritts kritischer Liedermacher stark nachgefragt.
Nach 1992 stand das Café leer, und dem Haus drohte der Verfall. Nach der Sanierung von 1998 bis 2000 übernahm Eckehard Grundmann das Café.